# Adiós muchachos (episodio de Médico de familia)
Adiós muchachos es el penúltimo episodio de la exitosa serie de televisión española de Telecinco Médico de familia.

## Argumento
Marcial sufre un accidente de coche cuando se encuentra preparando la fiesta del milenio. Él acabará muriendo diciendo las últimas palabras a Hipolito (Poli) 

## Producción
En febrero de 1999 Emilio Aragón habló con Telecinco para que a finales de 1999 finalizara la serie Médico de familia, por ello la novena temporada se usó para poner el final de la serie siendo más dramática que las anteriores, como la incursión en este episodio de Maricial. La cantante Britney Spears decidió participar en esta serie debido a ser la de mayor éxito en España y le sirviese como trampolín, pues por aquel entonces solo había publicado un disco.

## Recepción
Los seguidores de la serie se mostraton muy críticos por la incursión de la muerte de Marcial, al ser uno de los personajes más queridos de la serie. Por su parte el cameo de la cantante Britney Spears acabó convirtiéndose en el "mejor de la historia de la televisión española".